# Phenomenon (album, UFO)
Phenomenon je třetí studiové album anglické rockové skupiny UFO, které vyšlo v květnu 1974. Vydáno bylo společností Chrysalis Records (jde o první album kapely vydané tímto vydavatelstvím) a jeho producentem byl Leo Lyons. Oproti předchozímu albu nastala změna na postu kytaristy: Micka Boltona nahradil německý hudebník Michael Schenker. Obsahuje celkem devět autorských písní a jednu coververzi od Willieho Dixona. Jednou z písní je také známá „Doctor Doctor“, kterou později hrála například kapela Iron Maiden.

## Seznam skladeb
Autory všech skladeb jsou Michael Schenker a Phil Mogg, pokud není uvedeno jinak.
1. „Oh My“ (Pete Way, Mogg) – 2:28
2. „Crystal Light“ – 3:47
3. „Doctor Doctor“ – 4:10
4. „Space Child“ – 4:01
5. „Rock Bottom“ – 6:32
6. „Too Young to Know“ (Schenker, Mogg, Way, Andy Parker) – 3:10
7. „Time on My Hands“ – 4:10
8. „Built for Comfort“ (Willie Dixon) – 3:01
9. „Lipstick Traces“ – 2:20
10. „Queen of the Deep“ – 5:49

## Obsazení
- Phil Mogg – zpěv
- Michael Schenker – kytara
- Pete Way – baskytara
- Andy Parker – bicí
- Bernie Marsden – kytara